# La Festa
『La Festa』（ラ フェスタ）は、SMAPの1枚目、そして活動期間中において唯一となるミニ・アルバム。1998年8月26日にビクターエンタテインメントから発売された。

## 解説
SMAP初のミニ・アルバム。
SMAPメンバー5人のソロ曲のみを収録している。
初回限定盤はフォト・ブック・ポスターが封入。
ジャケットのデザインはビーチ・ボーイズの『ペット・サウンズ』と、ザ・ヴァーヴの『アーバン・ヒムス』を模したものになっている。
木村拓哉、香取慎吾、中居正広は自身で作詞を手掛けている。

## 収録曲
| #         | タイトル                                  | 作詞       | 作曲               | 編曲        | 時間  |
| --------- | ----------------------------------------- | ---------- | ------------------ | ----------- | ----- |
| 1.        | 「HA」(木村拓哉)                          | たくや     | 江戸川俊之助       | 宗像仁志    | 4:44  |
| 2.        | 「あろはわい」(香取慎吾)                  | しんご     | 谷本新             | Face 2 fAKE | 3:55  |
| 3.        | 「Beautiful」(稲垣吾郎)                   | GARDEN     | GARDEN             | MIKA        | 4:42  |
| 4.        | 「恋のはじまり.....」(草彅剛)             | 米倉利徳   | 米倉利徳           | 河越重義    | 4:41  |
| 5.        | 「オイラの人生のっぺらぼ〜〜!」(中居正広) | N.マッピー | N.マッピー・岸利至 | 岸利至      | 9:02  |
| 合計時間: | 合計時間:                                 | 合計時間:  | 合計時間:          | 合計時間:   | 27:04 |

### 曲解説
1. HA - 木村拓哉
2022年8月3日発売のTAKUYA KIMURA Live Tour 2022 Next Destinationでも歌われている。
2. あろはわい - 香取慎吾
3. Beautiful - 稲垣吾郎
1995年3月1日に発売されたGARDENの楽曲のカバーである。
4. 恋のはじまり..... - 草彅剛
5. オイラの人生のっぺらぼ〜〜! - 中居正広
9分を超えるSMAP史上最長の曲。
中盤で中居が、歌詞に登場するタモリと石橋貴明のモノマネを披露する。